# Hodonín
Hodonín (in tedesco Göding) è una città in Moravia Meridionale della Repubblica Ceca, al confine con la Slovacchia. Fa parte della regione storica della Slovacchia morava.
È adagiata sul fiume Morava nella parte sud-est del paese, a circa 50 km da Brno.
Si hanno tracce del villaggio di Hodonín fin dal 1046. Nel 1228 divenne città. Nel 1850 Tomáš Garrigue Masaryk, il primo presidente della Cecoslovacchia indipendente, nacque qui.
Nelle vicinanze del paese c'è una zona petrolifera ed uno strato di lignite che veniva trasportata verso la città di Otrokovice, poco distante dalla città di Zlín, attraverso uno speciale canale d'acqua conosciuto come il Baťův kanál. Venne costruito dal famoso imprenditore ceco Tomáš Baťa e ora opera come attrazione turistica.
È stata sede di un lager nazista riservato ai rom: a livello locale la memoria storica è praticamente assente.
Il 24 giugno 2021 la parte nord della città è stata gravemente danneggiata da un violento tornado F4 che ha ucciso 6 persone 

## Amministrazione

### Gemellaggi
- Cattolica, dal 1996
- Holíč
- Stolberg
- Zistersdorf